# Cryptoblepharus poecilopleurus
Cryptoblepharus poecilopleurus (океанійський змієокий сцинк) — вид сцинкоподібних ящірок родини сцинкових (Scincidae). Мешкає в Океанії.

## Підвиди
Виділяють два підвиди:
- Cryptoblepharus poecilopleurus poecilopleurus (Wiegmann, 1836);
- Cryptoblepharus poecilopleurus paschalis Garman, 1908.

## Поширення і екологія
Океанійські змієокі сцинки широко поширені на островах Тихого океану, зокрема на островах Острал, Кука, Лайн, Вейк, Реннелл, Пасхи, Гілберта, Фенікс, Піткерн, Самоа і Товариства, на Гавайських, Маріанських, Маркізьких і Маршаллових островах, на Таїті, Тонзі, Туамоту і Палау. Спостерігалися на узбережжі Перу. Живуть серед прибережних скель.